# Ceratocryptus
Ceratocryptus is een geslacht van insecten uit de orde vliesvleugeligen (Hymenoptera) en de familie Ichneumonidae.

## Soorten
- C. apicimaculatus (Cameron, 1905)
- C. bifrontalis (Morley, 1926)
- C. bituberculatus Cameron, 1903
- C. geniculatorius (Fabricius, 1804)
- C. graciliventris (Cameron, 1911)
- C. maesac (Seyrig, 1952)
- C. tibialis Cameron, 1903